# Venedigprovinsen
Venedigprovinsen var namnet på när den forna Republiken Venedig gick från Första franska republiken till Habsburgska monarkin enligt villkoren i fredsavtalet, Freden i Campo Formio som avslutade kriget i första koalitionen. Provinsens huvudstad var Venedig. 
Under de italienska konflikterna under franska revolutionskrigen år 1796, hade dogen Ludovico Manin avvisats en allians med Napoleon, varefter Bonaparte ockuperade staden den 14 maj 1797, medan republiken invaderades och regeringen upplöstes. I sin tur för att avstå södra Nederländerna och erkänna Cisalpinska republiken fick Frans II (som var kejsare över Habsburgska monarkin) hela Republiken Venedig inklusive den dalmatiska kusten, med undantag för de Joniska öarna.
Provinsen inrättades som en separat del i den Habsburgska monarkin, där Frans tog titeln hertig av Venedig, som inte omfattades av det Tysk-romerska riket. Provinsen styrdes av en österrikisk guvernör, men fortsatte att använda före detta venetiansk lagstiftning och behöll valutan venetiansk lira. Den västra gränsen i provinsen förflyttades så småningom till förmån för den Cisalpinska republiken 1801 genom Freden i Lunéville.
Provinsen varade inte särskilt länge. Efter att Grande Armée hade besegrat krafterna i Ärkehertigdömet Österrike vid Austerlitz, var Frans enligt Freden i Pressburg tvungen att avstå Venedigprovinsen till Napoleons Kungariket Italien. År 1815 återfick Österrike Venedigprovinsen vid Wienkongressen, som blev en del av Kungariket Lombardiet-Venetien.